# Société anonyme des tramways de Tunis

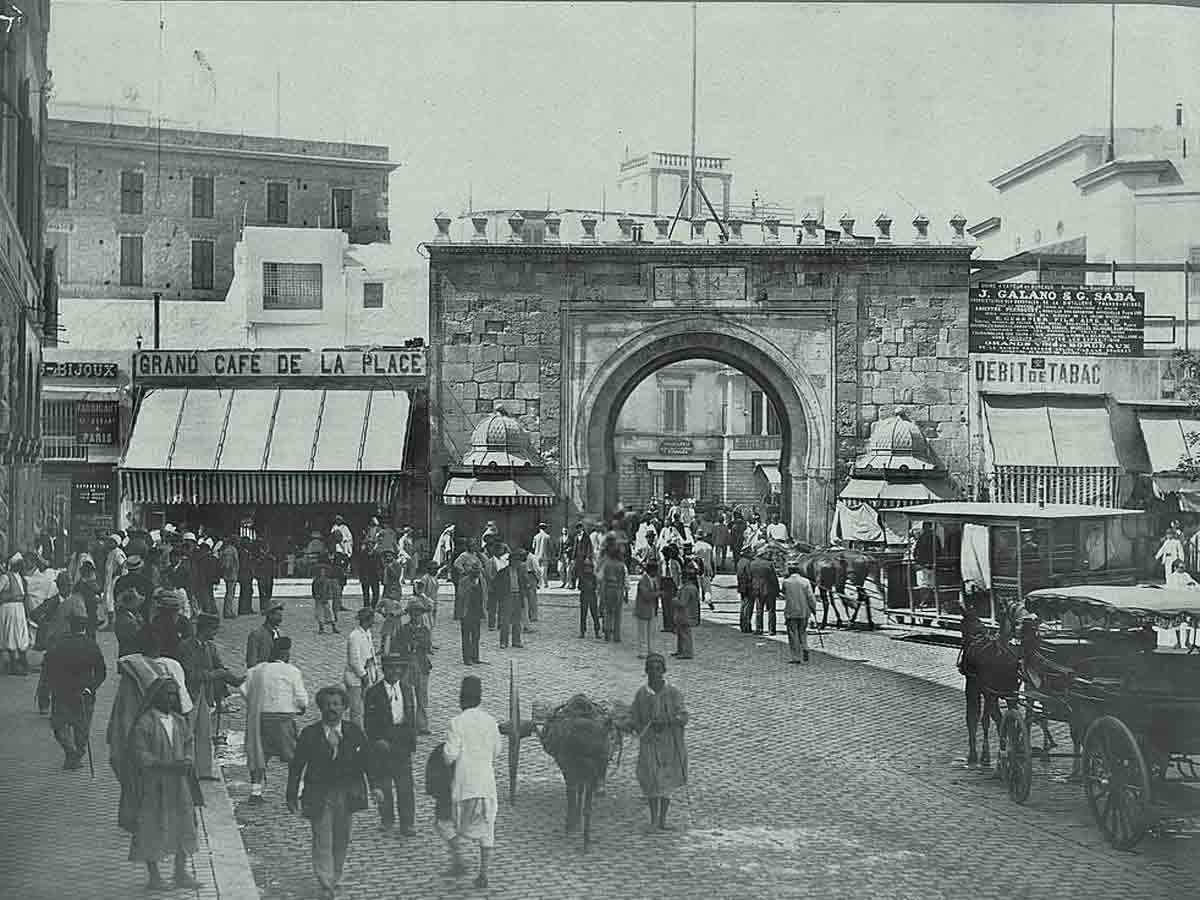
Tramway à Bab El Bhar.

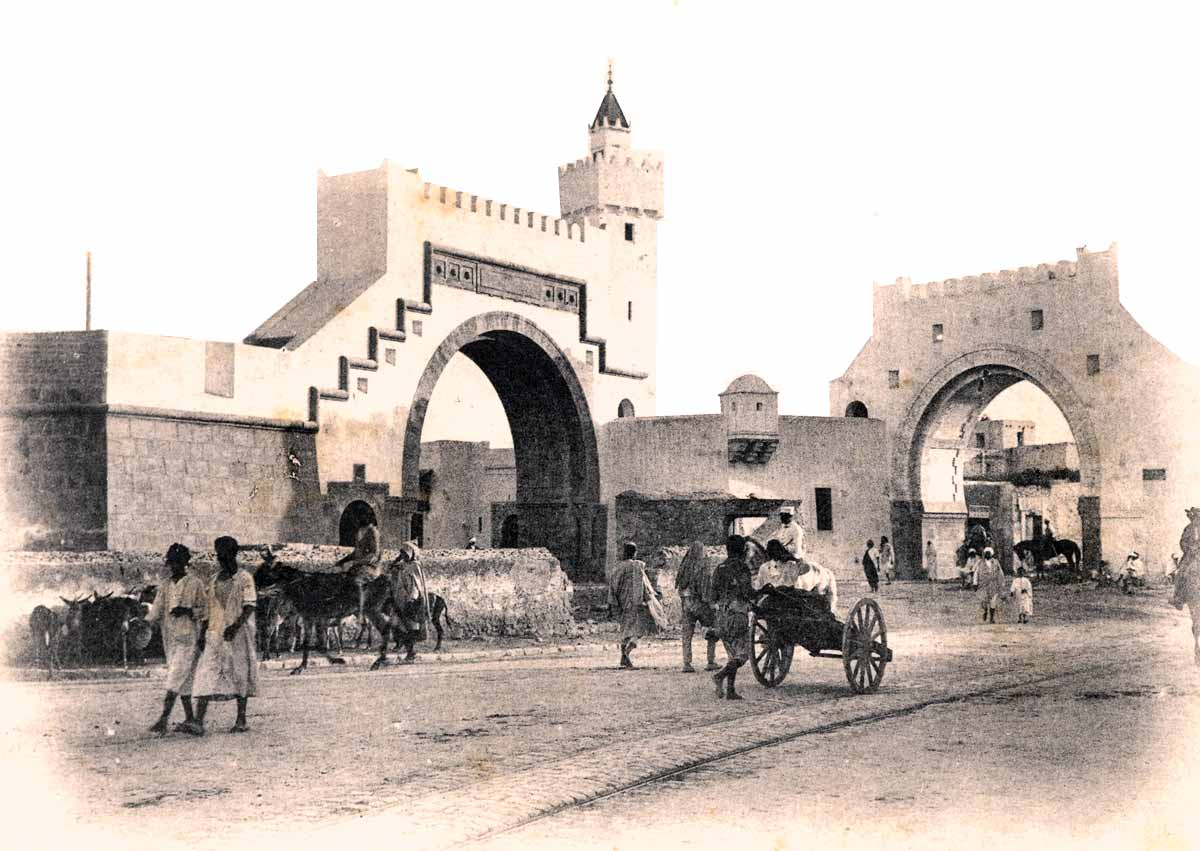
Voie du tram à Bab El Khadra.

La Société anonyme des tramways de Tunis est une compagnie de transport en commun disparue, basée en Tunisie.
Créée par le Belge Joseph Closon, elle construit et exploite un réseau de tramways à chevaux comprenant deux lignes, dont Closon obtient la concession le 21 juin 1885. 
La ville de Tunis rachète le réseau et le confie à la Compagnie générale française de tramways par une convention du 26 avril 1899, approuvée le 22 décembre 1901.
Cette dernière rétrocède le réseau à sa filiale, la Compagnie des tramways de Tunis.

## Lignes
- Ligne 1 :  Tour de la médina (ligne circulaire), ouverte en 1887
- Ligne 2 : Bab El Bhar - Le Port

Bab El Bhar - La Marine, ouverte en 1887
La Marine - Le Port, ouverte en 1894
- Ligne 3 : Bab El Bhar - Bab El Khadra, ouverte en 1896